# Los Patios
Los Patios es un municipio colombiano, ubicado en la región oriental del departamento de Norte de Santander, en el área metropolitana de Cúcuta. Se localiza en las coordenadas 7°50′17″N 72°50′47″O / 7.83806, -72.84639 y a una altitud de 410 m s. n. m. Fue fundado 1815 y erigido como municipio el 10 de diciembre de 1985.Tiene una superficie de 133 km². Su clima es cálido y su temperatura promedio es de 27 °C. Su población urbana es de 71 483 habitantes (2012) en un área que cubre 9,5 km², siendo la cuarta ciudad en población del departamento después de Cúcuta,Villa del Rosario y Ocaña.

## Toponimia
Los Patios lleva este nombre porque antiguamente en ese sector las viviendas eran de gran tamaño, y contaban con patios muy grandes en sus casas.

## División Político-Administrativa
Su Cabecera municipal está ubicado a 7 km de la ciudad de Cúcuta. Los Patios tiene un corregimiento que agrupa los siguientes Centros poblados:
|                         | Centros poblados |
| ----------------------- | --- |
| Corregimiento La Garita | • La Mutis - Agualinda - Corozal (vereda California) - El Trapiche - La Garita - Los Vados - Lagos de Paluján - Recta Corozal - Villa Katherine - Villas de Corozal |

## Historia
La historia del municipio de Los Patios se remonta a 1700, cuando en esta zona del departamento Norte de Santander empezaron a consolidarse varias haciendas, entre ellas La Rinconada, Los Vados, La Garita y Los Patios. Junto a esos predios, con el pasar de los años, fueron formándose caseríos que dieron vida a una comunidad con vocación económica (agrícola) y estilo propio.
En Los Vados se llevó a cabo la Batalla de Carrillo en 1813 entre los ejércitos patriotas y realistas, que dio como resultado el fusilamiento de la heroína Florentina Salas, con 11 miembros más del ejército patriota comandados por el Francisco de Paula Santander, hecho que fue ordenado por el militar español Bartolomé Lizon.
En 1850 se registró el paso por el caserío de Los Patios de misioneros que recorrían estos campos en misión religiosa colocando el monumento a la Santa Cruz, ubicada donde actualmente permanece (sector de La Cruz). En el año de 1887 el señor Augusto Duplat Angostini de nacionalidad venezolana y de origen francés fundó la primera planta de energía eléctrica en la hacienda Los Colorados desde donde se abastecía de energía eléctrica a la región.
El General Domingo Díaz Guevara, uno de los fundadores del Ferrocarril de Cúcuta junto a su cuñado el general Carlos Tomás Irwin Vale, eran propietarios de un tejar muy famoso en 1870, de dónde salió el material de construcción de muchas viviendas de la ciudad de Cúcuta, entre ellas la Quinta Teresa y la actual Terminal de Transportes. El general liberal Cuartas, fue hecho prisionero durante la guerra de los mil días: este suceso ocurrió en el sector conocido como 12 de octubre. En la vereda de Los Vados vivió largas temporadas el expresidente venezolano Juan Vicente Gómez donde planificó y partió a la toma del poder de Venezuela.
En 1912, se creó la primera escuela, en la casona El Hato, hoy denominado "Kilómetro 8" y luego fue trasladada a la casona La Opinión (hoy sector de La Cruz). En el año 1924 se descubre una gran mina de caliza en la hacienda El Suspiro por parte del señor Francisco Antonio Entrena, en cercanías de la hoy Vereda Agua Linda, transcurridos algunos años se fundó la fábrica San José de Cúcuta (hoy Cementos Diamante).
En 1934 se inició la aeronavegación; en el sector de Videlso se construyó el Aeropuerto de Los Patios siendo la primera terminal aérea del eje fronterizo. Este fue inaugurado en 1935 cuando el piloto Méndez Calvo, en compañía de Leopoldo Monrroy al comando del avión 106 de la flota de guerra colombiana aterrizaron en sus pistas. Considerado como unos de los primeros centros de aterrizaje que hubo en la región, y que inmortalizó al pionero de la aviación colombiana Camilo Daza. En 1948 fue clausurado el servicio por inadecuado.[cita requerida]
En 1958, Los Patios fue reconocido como corregimiento de Villa del Rosario y así permaneció hasta 1985, cuando el entonces León Colmenares Baptista sancionó la ordenanza que lo convirtió en municipio. Los entonces diputados de la Asamblea de Norte de Santander Humberto Montañés y Gabino Hernández impulsaron la creación de la municipalidad.

## Economía
El sector rural del municipio de los Patios cuenta con una actividad económica de menor escala, en la que destaca la avicultura. En todas las veredas se ha mantenido el tradicional cultivo del café en veredas como La Mutis , Helechal, Veinte de Julio y Colchones. De clima cálido podemos resaltar cultivos de mediana escala como el tomate, maíz, pimentón y hortalizas. 

En el campo de las artesanías sobresale la explotación de la arcilla y piedra caliza.
En la vereda Los Vados se encuentra el Museo Los Vados que exhibe elementos arqueológicos y paleontológicos encontrados en la zona. Además  existen varios tejares donde se procesan la arcilla para la fabricación principalmente bloques o ladrillos.

## Cultura
El plato típico del municipio es el Cabrito con Pepitoria.
Entre las festividades de Los Patios se encuentran:
- Diciembre del 5 al 10: ferias y fiestas del municipio
- Noviembre 11: fiestas del barrio 11 de Noviembre
- Ferias y fiestas de San Pablo y San Pedro
- Octubre 12: fiestas del barrio " 12 de octubre"

## Turismo
- Museo Los Vados, es un sitio donde se exponen elementos paleontológicos y arqueológicos hallados en la región. https://museolosvados.blogspot.com/
- Museo Arqueológico y Paleontológico de Agualinda

- Casa de la Cultura Arnulfo Briceño.
- Ecoparque Comfanorte.
- Cerro de la Cruz